# Terminator X
Pour les articles homonymes, voir Terminator et Norman Rogers.
Terminator X, de son vrai nom Norman Rogers, (25 août 1966 - ) est un DJ américain. Il a fait partie du groupe Public Enemy jusqu'en 1999. 
Il s'est retiré de la scène en 2003 et a possédé un élevage d'autruches en Caroline du Nord mais a annoncé son retour fin 2013 sur Facebook, et est de retour en tant que DJ, mais pas pour Public Enemy.

## Discographie
- 1991 : Terminator X and the Valley of Jeep Beets
- 1994 : Terminator X and the Godfathers of Threat: Superbad
- 2011 : Judgment Day